# Harakiri for the Sky
Harakiri for the Sky ist eine österreichische Post-Black-Metal-Band aus Salzburg und Wien. Einzige beständige Mitglieder sind Multiinstrumentalist Matthias „M.S.“ Sollak, der für das Songwriting verantwortlich zeichnet, und Sänger Michael „J.J.“ Kogler, der sämtliche Liedtexte verfasst.

## Geschichte
Harakiri for the Sky wurde im Dezember 2011 gegründet. Matthias „M.S.“ Sollak schrieb und produzierte einige Lieder auf eigene Faust, da er einen Weg suchte, seine Kreativität auch außerhalb der Genre-Grenzen, in denen er sich mit seinen bisherigen Bands, u. a. die Pagan-Metal-Band Bifröst, bewegte, auszuleben. Diese stellte er Michael „J.J.“ Kogler vor, Gründer der Post-Black-Metal-Band Karg, in der M.S. zu dem Zeitpunkt ebenfalls Mitglied war, und fragte ihn, ob er Interesse hätte, Texte zu den Liedern zu schreiben und den Gesang zu übernehmen, woraus schließlich Harakiri for the Sky entstand. Seitdem ist M.S. für das Songwriting zuständig und spielt Leadgitarre, während J.J. als Sänger alle Liedtexte verfasst. Sowohl im Studio als auch bei Live-Auftritten wird das Duo von verschiedenen Gastmusikern unterstützt.
Im Oktober 2012 veröffentlichte die Band schließlich ihr selbstbetiteltes Debütalbum über das deutsche Label Art of Propaganda. Das Album wurde größtenteils positiv aufgenommen. Im April 2014 wurde das zweite Album Aokigahara veröffentlicht. Der Name leitet sich vom gleichnamigen Wald in Japan ab, der als Ort bekannt ist, an dem viele Menschen Suizid begehen. Mehrere Sänger aus dem Black-Metal-Bereich, u. a. Torsten Hirsch (Agrypnie), Benjamin „Seuche“ Feddern (Fäulnis) und David „Eklatanz“ C. (Heretoir), wirkten auf dem Album als Gastsänger mit. Das Album enthält eine Cover-Version des Tears-for-Fears-Liedes Mad World im Post-Black-Metal-Stil und bekam insgesamt positive Kritiken.
Im März 2016 ging die Band gemeinsam mit Der Weg einer Freiheit und The Great Old Ones auf Tour. Das dritte Studioalbum III: Trauma wurde am 22. Juli 2016 veröffentlicht. Zudem trat die Band 2016 auf dem Summer Breeze Festival auf. 2018 wurde das vierte Studioalbum Arson bei AOP Records veröffentlicht, auf dem erstmals Kerim Lechner als Gast-Schlagzeuger zu hören ist. Die Veröffentlichung des nächsten Albums Mære verzögerte sich auf Grund der Corona-Pandemie, zwar war es vor Beginn der Pandemie größtenteils fertiggestellt, allerdings verzögerten sich die letzten Aufnahmen mit Gastmusikern wie Stéphane „Neige“ Paut (Alcest) wegen der Reisebeschränkungen. Es erschien schließlich am 29. Januar 2021 und enthält mit Song to Say Goodbye eine Coverversion von Placebo. Im Laufe des Jahres 2022 spielte die Band ihre beiden ersten Studioalben Harakiri for the Sky und Aokigahara vollständig neu ein, weil den Musikern die ursprüngliche Produktion der beiden Alben nicht mehr zusagte, die Neuaufnahmen erschienen am 9. Dezember 2022.
2023 ging die Band mit Schammasch und Groza auf Headliner-Tournee, bevor die Arbeiten zum nächsten Studioalbum Scorched Earth begannen. Das Album wurde am 24. Januar 2025 veröffentlicht.
Harakiri for the Sky waren bislang dreimal für den Amadeus Austrian Music Award in der Kategorie Hard & Heavy nominiert.

## Stil
Auch wenn die Musik einige charakteristische Merkmale des Black Metals wie z. B. den kreischenden Gesang (Screaming), die verzerrten Gitarren und die eher rohe Produktion aufweist, spielt Harakiri for the Sky keinen Black Metal im klassischen Sinne. Im Vergleich zu klassischem Black Metal ist die Musik deutlich melodiöser und weniger aggressiv: Blastbeats kommen nur vereinzelt an bestimmten Stellen vor, die meisten Lieder sind größtenteils im Mid-Tempo-Bereich angesiedelt und das Songwriting beschränkt sich nicht nur auf das Wiederholen weniger Riffs, sondern fällt insgesamt vielseitiger aus. Während klassischer Black Metal größtenteils dissonante Akkorde verwendet, greift Harakiri for the Sky häufig auf klassische Harmonien zurück, viele Melodien sind in Moll geschrieben. Die Produktion ist zwar relativ roh, im Vergleich zu anderen Black-Metal-Bands aber relativ modern. Insgesamt enthält die Musik deutliche Einflüsse aus dem Post-Rock bzw. Post-Metal wie z. B. das variablere Songwriting, die verstärkten Melodien und das verstärkte Zurückgreifen auf klassische Harmonien sowie die emotionale Tiefe vieler Songs auf. Dieser Stil, der im Black Metal seit einigen Jahren immer populärer wird, wird daher oftmals auch als Post-Black-Metal bezeichnet.
In textlicher und atmosphärischer Hinsicht weist die Band auch gewisse Parallelen zum „Depressive Black Metal“ (DBM) auf. Der stark verzerrte, oft verzweifelt klingende Kreischgesang, das variable Songwriting und die vielen Melodien in Moll tragen enorm zur emotionalen Tiefe und Atmosphäre der Musik, die von melancholisch-verträumt (typisch für viele Post-Rock-Bands) bis traurig-düster bzw. depressiv variiert. Die Texte handeln meist von negativen Gefühlen und Gedanken, in vielen Texten werden die negativen Facetten des Lebens und das Verlieren jeglicher Hoffnung thematisiert. Zudem werden die Themen Tod und Suizid häufig aufgegriffen, unter anderem auch im Namen der Band (Harakiri bezeichnet die rituelle Selbsttötung in Japan). J.J., der für die Texte verantwortlich ist, bezeichnet sich selbst als Melancholiker und sieht im Schreiben der Texte ein Ventil um eigene negative Gedanken zu kompensieren, „weshalb man das Textkonzept hinter Harakiri for the Sky durchaus als ein autobiographisches verstehen könne“. Dennoch seien die Texte nicht als bloße Suizidgedanken zu verstehen, da in erster Linie die Hintergründe, die zu entsprechenden Gefühlen führen, thematisiert werden.

## Bedeutung des Bandnamens
Der Begriff „Harakiri“ bezeichnet die ritualisierte Selbsttötung der Samurai in Japan. Die Idee für den Bandnamen stammt von J.J. Dieser suchte einen Begriff, der das Gefühl der Ohnmacht, das er in bestimmten Situationen empfindet am besten beschreibt. „Harakiri for the Sky“ kam diesem Gefühl seiner Meinung nach am nächsten. In einem späteren Interview 2021 mit dem Musikmagazin Rock Hard gab J.J. an, dass er „nicht mehr hundertprozentig stolz“ auf den Bandnamen ist, er sei aber einprägsam und „geht immer noch in Ordnung“.

## Auszeichnungen und Nominierungen
- Amadeus Austrian Music Award
  - 2017: Hard & Heavy (nominiert)
  - 2019: Hard & Heavy (nominiert)
  - 2022: Hard & Heavy (nominiert)
- Metal Hammer Awards
  - 2018: Up and Coming (nominiert)

## Diskografie
Studioalben
- 2012: Harakiri for the Sky (CD/LP, AOP Records, 2022 neu aufgelegt)
- 2014: Aokigahara (CD/2xLP/FLAC, AOP Records, 2022 neu aufgelegt)
- 2016: III: Trauma (CD/2xLP/MC, AOP Records)
- 2018: Arson (CD/2x12”-Vinyl/2xLP, AOP Records)
- 2020: Mære (CD/2xLP/FLAC, AOP Records)
- 2025: Scorched Earth (CD/2x12”-Vinyl, AOP Records)

Neuauflagen (Neuaufnahmen)
- 2022: Harakiri for the Sky MMXXII (AOP Records)
- 2022: Aokigahara MMXXII (AOP Records)

Beiträge auf Kompilationen (Auswahl)
- 2013: Gallows-Give 'em Rope auf Songs from the Spirit of Roots (CD, Pest Productions)

Musikvideos
- 2014: My Bones to the Sea (Regie/Produktion: Horst Bilek, Christopher Popofsits, Harald Traindl, Johannes Staudenbauer / The Leafhouse Collective)
- 2016: The Traces We Leave (Regie/Produktion: Horst Bilek, Christopher Popofsits, Harald Traindl, Johannes Staudenbauer / The Leafhouse Collective)
- 2018: Stillborn (Regie/Produktion: Alexander Bahr / Alpha Presents)
- 2018: Heroin Waltz (Regie/Produktion: Andreas Borsodi)
- 2020: I, Pallbearer (Regie/Produktion: Andreas Borsodi)
- 2020: Sing for the Damage We’ve Done mit Neige (Regie/Produktion: Andreas Borsodi)
- 2024: With Autumn I’ll Surrender (Regie/Produktion: Andreas Borsodi)
- 2024: Heal Me (Regie/Produktion: Oliver König/Mbience Visuals)
- 2025: Keep Me Longing (Regie/Produktion: Tim Hanke-Zilles)